# Идеалне везе
Идеалне везе је српска телевизијска серија снимљена 2005. године у продукцији РТВ Пинк и режији Балша Ђоге, Милана Кнежевића и Владимира Лазића. За потребе серије у студију је изграђена сценографија стана у којој живи поменути брачни пар.
Било је планирано да се сними двеста педесет епизода, али је због лоше гледаности и интересовања за серију снимљено само двадесет девет епизода.

## Синопсис
Кроз ову серију први пут завирујемо иза кулиса једног уметничког брака. Он је велика глумачка звезда, слављен и тражен на све стране, жељан да бар у својој кући нађе мир. Она је млада и атрактивна глумица, жељна узбуђења и увек спремна на акцију. Мање је успешна од свог мужа и веома размажена што је повољан повод за бројне брачне заврзламе.

## Епизоде
| Сезона | Епизода | Назив               | Датум              |
| ------ | ------- | ------------------- | ------------------ |
| 1      | 1       | /                   | 28. новембар 2005. |
| 1      | 2       | /                   | 29. новембар 2005. |
| 1      | 3       | /                   | 30. новембар 2005. |
| 1      | 4       | /                   | 1. децембар 2005.  |
| 1      | 5       | /                   | 5. децембар 2005.  |
| 1      | 6       | /                   | 6. децембар 2005.  |
| 1      | 7       | /                   | 7. децембар 2005.  |
| 1      | 8       | /                   | 8. децембар 2005.  |
| 1      | 9       | /                   | 12. децембар 2005. |
| 1      | 10      | /                   | 13. децембар 2005. |
| 1      | 11      | /                   | 14. децембар 2005. |
| 1      | 12      | Услуга пријатељу    | 15. децембар 2005. |
| 1      | 13      | Потрага             | 19. децембар 2005. |
| 1      | 14      | Модеран свет        | 20. децембар 2005. |
| 1      | 15      | Љубав у поткровљу   | 21. децембар 2005. |
| 1      | 16      | Љубав у поткровљу 2 | 22. децембар 2005. |
| 1      | 17      | У знаку Зороа       | 26. децембар 2005. |
| 1      | 18      | Психоанализа        | 27. децембар 2005. |
| 1      | 19      | Психоанализа 2      | 28. децембар 2005. |
| 1      | 20      | Љубавне бољке       | 29. децембар 2005. |
| 1      | 21      | Гост                | 2. јануар 2006.    |
| 1      | 22      | Размена станова     | 3. јануар 2006.    |
| 1      | 23      | Јаслице             | 4. јануар 2006.    |
| 1      | 24      | Стигао је амбасадор | 5. јануар 2006.    |
| 1      | 25      | Позив за војску     | 9. јануар 2006.    |
| 1      | 26      | Брак је спасен      | 10. јануар 2006.   |
| 1      | 27      | Не заборави ме      | 11. јануар 2006.   |
| 1      | 28      | Поштански пакет     | 12. јануар 2006.   |
| 1      | 29      | Телебеба            | 16. јануар 2006.   |

## Улоге
| Глумац                 | Улога                                       |
| ---------------------- | ------------------------------------------- |
| Марко Николић          | Будимир Попивода (29 еп., 2005—2006)        |
| Јасмина Аврамовић      | Анђелија Попивода (29 еп., 2005—2006)       |
| Јелица Сретеновић      | Дара (22 еп., 2005—2006)                    |
| Бранко Јеринић         | Милија (16 еп., 2005—2006)                  |
| Борис Комненић         | Добрица (10 еп., 2005—2006)                 |
| Војислав Воја Брајовић | Светислав Алексић (9 еп., 2005—2006)        |
| Нина Граховац          | Спонзоруша (7 еп., 2005—2006)               |
| Наташа Нинковић        | Тамара (7 еп., 2005)                        |
| Милорад Мандић Манда   | Комшија Вујић (6 еп., 2005—2006)            |
| Горан Султановић       | Др. Царичић (4 еп., 2005—2006)              |
| Иван Зарић             | Полицајац (4 еп., 2005—2006)                |
| Анастасија Мандић      | Катарина Вујић (4 еп., 2005)                |
| Олга Одановић          | Драгана (4 еп., 2005)                       |
| Љубомир Бандовић       | Инспектор (3 еп., 2005—2006)                |
| Феђа Стојановић        | Председник кућног савета (3 еп., 2005—2006) |
| Бојана Стефановић      | Госпођа Марковић (3 еп., 2005)              |
| Зорана Бећић           | Госпођа Ранковић (2 еп., 2005—2006)         |
| Лена Богдановић        | Докторка Ивана (2 еп., 2005—2006)           |
| Младен Андрејевић      | Сава Лукајић (2 еп., 2005)                  |

 Остале улоге ▼
| Глумац                 | Улога                              |
| ---------------------- | ---------------------------------- |
| Ненад Маричић          | Господин Марковић (2 еп., 2005)    |
| Исидора Минић          | Тања (2 еп., 2005)                 |
| Душан Радовић          | Бели Павловић (2 еп., 2005)        |
| Марија Јакшић          | Давидова мајка (2 еп., 2006)       |
| Милена Ђорђевић        | (1 еп., 2005)                      |
| Милош Ђорђевић         | (1 еп., 2005)                      |
| Рада Ђуричин           | Г-ђа Казимировић (1 еп., 2005)     |
| Душан Голумбовски      | Мајстор Миле (1 еп., 2005)         |
| Димитрије Илић         | Мајстор Адам (1 еп., 2005)         |
| Лепомир Ивковић        | Казимировицкин син (1 еп., 2005)   |
| Михаило Миша Јанкетић  | Отац Лука (1 еп., 2005)            |
| Дубравко Јовановић     | Тв редитељ (1 еп., 2005)           |
| Богдан Кузмановић      | Богдан (1 еп., 2005)               |
| Љубица Лукач           | Ингрид (1 еп., 2005)               |
| Милица Милша           | Оливера Дуњић (1 еп., 2005)        |
| Бора Ненић             | Господин Дуњић (1 еп., 2005)       |
| Мијат Радоњић          | Тапетар (1 еп., 2005)              |
| Нађа Секулић           | Данијела (1 еп., 2005)             |
| Мирољуб Турајлија      | Млади глумац (1 еп., 2005)         |
| Танасије Узуновић      | Професор Анђелић (1 еп., 2005)     |
| Милош Влалукин         | (1 еп., 2005)                      |
| Анђелија Вујовић       | (1 еп., 2005)                      |
| Ивана Вукчевић         | Служавка (1 еп., 2005)             |
| Марко Живић            | (1 еп., 2005)                      |
| Добрила Ћирковић       | Миличина мајка (1 еп., 2006)       |
| Зинаида Дедакин        | Госпођа Весковић (1 еп., 2006)     |
| Зоран Ђорђевић         | Тоша (1 еп., 2006)                 |
| Миомира Драгићевић     | Госпођа Мц Грегор (1 еп., 2006)    |
| Срђан Ивановић         | Младић са цвећем (1 еп., 2006)     |
| Љиљана Лашић           | Продуценткиња Лена (1 еп., 2006)   |
| Милан Милосављевић     | Господин амбасадор (1 еп., 2006)   |
| Слободан Бода Нинковић | Господин Мц Грегор (1 еп., 2006)   |
| Миленко Павлов         | Полицијски инспектор (1 еп., 2006) |
| Борис Пингович         | Гордан Лакић (1 еп., 2006)         |
| Алек Родић             | Јапанац (1 еп., 2006)              |
| Миле Станковић         | Професор Старић (1 еп., 2006)      |
| Божидар Стошић         | Комунални инспектор (1 еп., 2006)  |
| Слободан Тешић         | Видоје Трбојевић (1 еп., 2006)     |
| Ана Тодоровић          | Вики (1 еп., 2006)                 |

Комплетна ТВ екипа ▼
| Редитељ     | Владимир Лазић    | (15 еп., 2005—2006) |
| Редитељ     | Милан Кнежевић    | (7 еп., 2005—2006)  |
| Редитељ     | Балша Ђого        | (7 еп., 2005)       |
| Сценариста  | Алберто Консарино | (29 еп., 2005—2006) |
| Сценариста  | Сандро Континенца | (29 еп., 2005—2006) |
| Сценариста  | Раимондо Вианело  | (29 еп., 2005—2006) |
| Монтажер    | Ареф Заби         | (8 еп., 2005)       |
| Сценограф   | Јасна Драговић    | (8 еп., 2005)       |
| Костимограф | Јасмина Санадер   | (8 еп., 2005)       |